# Oka Nikolov
Oka Nikolov (en macedonio  Ока Николов) (nacido el 25 de mayo de 1974 en Erbach, en la región de Hesse, Alemania) es un exfutbolista de Macedonia del Norte aunque alemán de nacimiento que jugaba como portero.

## Clubes
| Club                     | País           | Año       |
| ------------------------ | -------------- | --------- |
| Eintracht Frankfurt      | Alemania       | 1994-2013 |
| Philadelphia Union       | Estados Unidos | 2013-2014 |
| Fort Lauderdale Strikers | Estados Unidos | 2014      |

- Datos: Q60544